# 베이이 고속공로
베이이 고속공로(중국어 정체자: 北宜高速公路)는 대만의 타이베이시부터 이란현까지 이르는 총연장 54.3 km의 고속도로로 정식명칭은 타이완의 민족운동가인 장웨이수이의 이름을 딴 장웨이수이 고속공로(蔣渭水高速公路, Weishui Chiang Memorial Freeway)라고 부른다. 대만 최초로 동서를 연결하는 고속도로이기도 하다.
베이이 고속공로는 1991년 7월 쉐산 터널(雪山隧道)의 착공과 함께 건설을 시작하였다. 쉐산 터널은 타이완에서 가장 긴 터널이자 세계에서 8번째로 긴 터널로 길이가 12.9km에 이른다. 쉐 산의 지형적 특성상 공사하기 매우 어려워서 15년이 지난 2006년 6월 16일에 비로소 전구간이 완공되었다.
전 구간 왕복 4차로 고속도로이며, 난강~쉐산 터널 구간은 80km/h, 쉐산 터널~쑤아오 구간은 90km/h의 속도제한이 있다.

## 나들목 분기점
- 여기서 숫자는 진출입교차점 (IC 및 JC) 번호를 말하고, TG는 요금소(Tollgate), 는 휴게소(Service Area)를 뜻한다.
- 거리의 단위는 km이다.

| 번호 | 이름          | 중국어 이름 | 로마자 이름      | 누적 거리 | 접속 노선                                                               | 소재지           | 소재지                      | 비고 |
| ---- | ------------- | ----------- | ---------------- | --------- | ----------------------------------------------------------------------- | ---------------- | --------------------------- | ---- |
|      | 난강 분기점   | 南港系統    | Nangang System   | 0.0       | 포르모자 고속공로                                                       | 타이베이시       | 난강 구                     |      |
|      | 스딩 나들목   | 石碇交流道  | Shiding IC       | 4.0       | 현도 제106호선 (을)                                                     | 신베이시         | 스딩 구                     |      |
|      | 핑린 나들목   | 坪林交流道  | Pinglin IC       | 14.9      | 성도 제9호선, 현도 제106호선 (을)                                       | 신베이시         | 핑린 구                     |      |
|      | 쉐산 터널     | 雪山隧道    | Hsuehshan Tunnel | 15.3~28.3 |                                                                         | 신베이시~이란 현 | 핑린 구~터우청 진           |      |
|      | 터우청 나들목 | 頭城交流道  | Toucheng IC      | 30.3      | 성도 제9호선、성도 제2호선 (경)                                         | 이란 현          | 터우청 진                   |      |
|      | 이란 나들목   | 宜蘭交流道  | Yilan IC         | 38        | 宜8線、宜18線、타이완 현도 제192호선、현도 제191호선 (갑)、성도 제7호선 | 이란 현          | 좡웨이 향-자오시 향-이란 시 |      |
|      | 뤄둥 나들목   | 羅東交流道  | Luodong IC       | 46        | 宜25線、타이완 현도 제196호선、현도 제191호선 (갑)、성도 제7호선 (병)   | 이란 현          | 우제 향-뤄둥 진             |      |
|      | 쑤아오 나들목 | 蘇澳交流道  | Su'ao IC         | 54.3      | 성도 제9호선（馬賽路）、성도 제2호선                                    | 이란 현          | 쑤아오 진                   |      |

## 같이 보기
- 쉐산 터널
- 쉐 산